# Lokalbahn Deutschbrod–Tischnowitz
Die Lokalbahn Deutschbrod–Tischnowitz (tschech.: Místní dráha Německý Brod–Tišnov) war eine private Lokalbahn im heutigen Tschechien. Die Strecke führte von Havlíčkův Brod (früher Deutschbrod / Německý Brod) über Přibyslav und Žďár nad Sázavou nach Tišnov.

## Geschichte

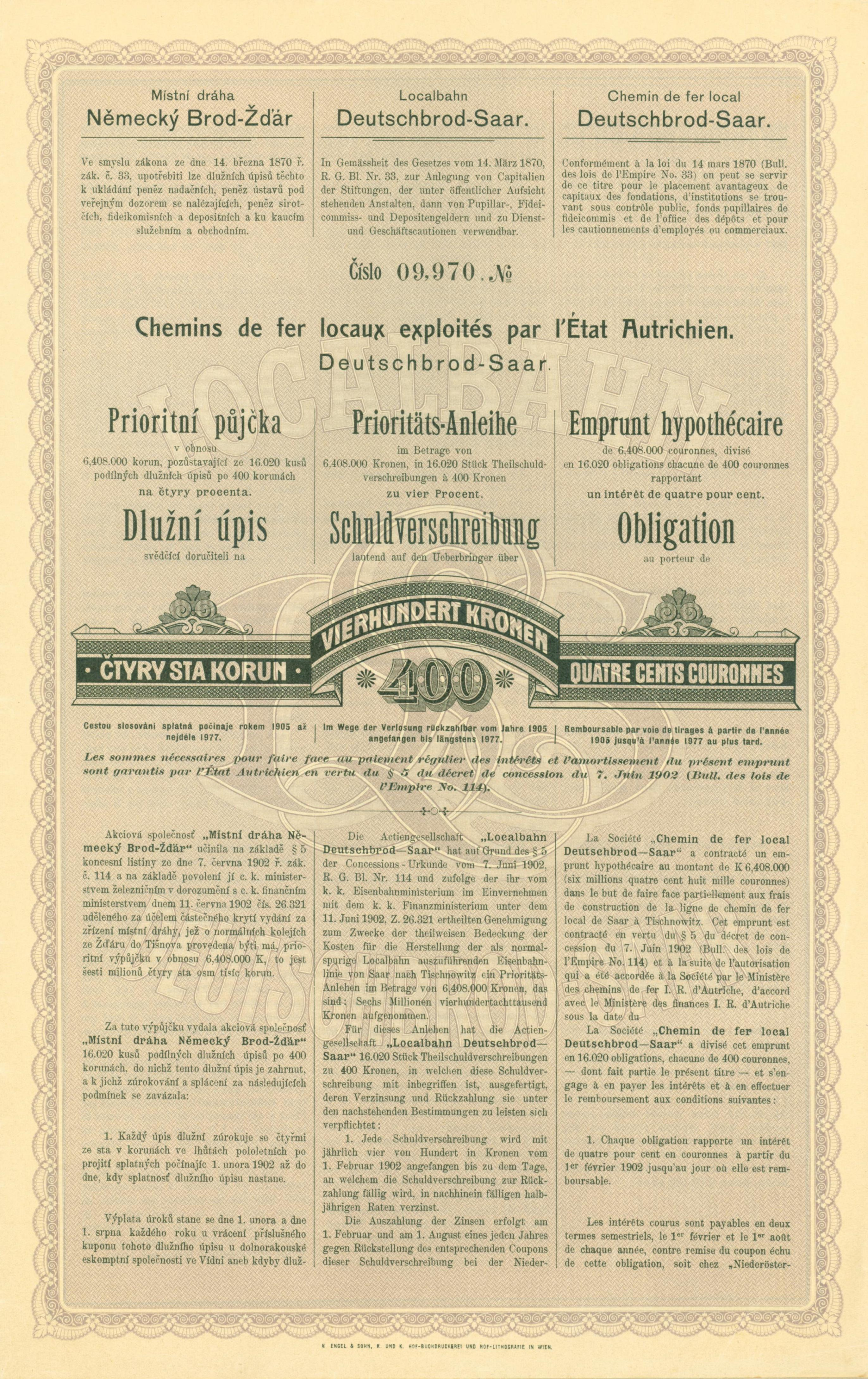
Prioritäts-Anleihe der Localbahn Deutschbrod-Saar vom 30. Juni 1902

Am 8. November 1897 wurde die Konzession zum Baue und Betriebe einer als normalspurige Localbahn auszuführenden Locomotiveisenbahn von der Station Deutschbrod der k.k. priv. österr. Nordwestbahn über Přibislau nach Saar erteilt. Die Gesellschaft firmierte als Lokalbahn Deutschbrod–Saar (tschech.: Místní dráha Německý Brod–Žďár) und nahm die Strecke Deutschbrod–Žďár am 22. Dezember 1898 in Betrieb. Am 7. Juni 1902 erhielt die Gesellschaft auch eine Konzession für die Fortführung der Strecke in Richtung Brünn. Am 23. Juni 1905 wurde die Strecke Žďár–Tišnov eröffnet. 
Den Betrieb führten die k.k. österreichischen Staatsbahnen (kkStB) im Auftrag der Lokalbahn Deutschbrod–Tischnowitz aus. Nach dem Ersten Weltkrieg traten an Stelle der kkStB die neu gegründeten Tschechoslowakischen Staatsbahnen ČSD.
Am 1. Januar 1925 wurde die Lokalbahn Deutschbrod–Tischnowitz per Gesetz verstaatlicht und die Strecke wurde ins Netz der ČSD integriert.
In Betrieb ist heute nur noch die Strecke Žďár nad Sázavou–Tišnov. Der Abschnitt Havlíčkův Brod–Žďár nad Sázavou wurde 1953 im Zuge des Neubaus der zweigleisigen Hauptbahn Brno–Havlíčkův Brod aufgegeben. Ein Teil der ursprünglichen Trasse existiert jedoch bis heute als Anschlussbahn für die örtliche Industrie und wird auf einem 10 km langen Abschnitt bei Sázava für den Museumsbahnbetrieb genutzt.

## Strecken
- Havlíčkův Brod–Žďár nad Sázavou (* 22. Dezember 1898)
- Žďár nad Sázavou–Tišnov (* 23. Juni 1905)

## Fahrzeugeinsatz
Auf Rechnung der Lokalbahn Deutschbrod–Tischnowitz beschafften die kkStB zwei Lokomotiven der Reihe 178 und sechs der Reihe 97. Die Lokomotiven besaßen die Betriebsnummern 178.76–77, 97.149–151 und 97.237–239. 